# Cecil Ewing
Reginald Cecil Ewing (1910-1973) was een golfamateur uit Ierland. Hij werd captain van het nationale team en later president van de Golf Union of Ireland.  Hij woonde in Dublin en werkte voor Guinness.

## Familie
Cecil Ewing groeide op in een gezin waar iedereen golf speelde. Zijn vader Tom had handicap 1 en zijn broers  Aubrey en Harry werden ook goede golfers.
Zijn grootvader was eigenaar van het Royal Hotel in Sligo. Voor zijn zoon Tom bouwde hij op Rosses Point een hotel dat ook gebruikt werd als clubhuis voor de County Sligo Club. Nadat zijn vader in 1938 overleed verkocht zijn moeder het hotel in 1943.

## Golfer
Op 18-jarige leeftijd had Cecil een scratch handicap. In 1928 bereikte hij de finale van het Kampioenschap van West-Ierland maar verloor van Bertie Briscoe. 
In 1930 had hij een ontstoken teen en moest hij geopereerd worden. Het was zo vergevorderd dat amputatie overwogen werd. Na de operatie veranderde hij zijn swing om pijn aan zijn teen te vermijden. Zijn voeten kwamen dichter bij elkaar te staan en zijn swing werd ingekort. Het bleek dat hij zo nog steeds ver kon slaan.
In 1934 begon hij internationaal te spelen. Voor het eerst werd Engeland door Ierland verslagen. In 1938 won hij met zijn team de Walker Cup. Hij won de beslissende partij van Ray Billows. In 1936 bereikte hij de halve finale van het Brits amateurkampioenschap en in 1938 verloor hij de finale van Charles Yates. Daarna brak de oorlog uit en werden veel toernooien geannuleerd.
In 1958 behaalde hij zijn laatste overwinning door met 4&3 te winnen van Greg Young. In 1965 was hij captain van het Ierse team dat voor het eerst aan het European Amateur Team Championship meedeed en won.

## Gewonnen

### Individueel
- Iers amateurkampioenschap: 1948, 1951
- Iers Matchplay Kampioenschap: 1948, 1958, ook finalist in 1946
- West of Ireland: 1930, 1932, 1935, 1939, 1941, 1942, 1943, 1945, 1949, 1950

### Teams
- Walker Cup: 1936, 1938 (winnaars), 1947, 1949, 1951, 1955
- European Amateur Team Championship: 1965 (winnaars, captain)